# Cloesia
Cloesia is een geslacht van vlinders van de familie spinneruilen (Erebidae), uit de onderfamilie Arctiinae.

## Soorten
- C. digna Schaus, 1911
- C. normalis Dognin, 1911
- C. parthia Druce, 1889